# Tales de Creta
Tales de Creta o Taletas (en griego Θαλῆς, Θαλήτας) era un músico griego y poeta lírico originario de Creta. Introdujo en Esparta desde Creta determinados elementos y principios de música y ritmo, estableciendo así un segundo estilo musical en Esparta, conocido como κατάστασις, catástasis, que renovaba y coexistía con el primer estilo creado por Terpandro. Se dice que era capaz de tocar la lira y el aulós al mismo tiempo.

## Biografía
Hay mucha confusión en cuanto a la época en que vivió, hasta el punto en que suele datarse en un amplio margen que va desde el siglo IX hasta el VII a. C. Nació en Creta, y según los autores clásicos, provenía la ciudad de Gortina, aunque Suidas ha conservado otras tradiciones que lo hacen provenir de Cnosos o de Éliro.
Las noticias aportadas por los autores clásicos en cuanto al periodo en que floreció Tales son poco firmes. Según Suidas, Tales vivió antes del tiempo de Homero, mientras que Demetrio de Magnesia lo sitúa en tiempos de Hesíodo, Homero y Licurgo, seguido en esto por otros que también lo hacen contemporáneo  de Licurgo e incluso mayor que él.
La evidencia histórica estricta se limita a tres testimonios: 
- Primero, la afirmación de Glauco de que era posterior a Arquíloco.[7]
- Segundo, el hecho, registrado por Pausanias,[8] de que Polimnesto compuso para los espartanos versos en su honor, de donde se puede deducir que era mayor que Polimnesto y, por tanto, mayor que Alcmán que menciona a Polimnesto.[9]
- Tercero, Plutarco, al hablarnos del segundo estilo o sistema musical espartano (katastasis)[10] menciona que el primer sistema fue establecido por Terpandro, pero como iniciadores del segundo cita, por este orden, a Taletas, Jenodamo, Jenócrito, Polimnesto y Sacadas. Este importante testimonio deriva probablemente del historiador Glauco.

De todo ello resulta que Tales era más joven que Arquíloco y Terpandro, pero mayor que Polimnesto y Alcmán, y que era el primero de los poetas que usaban el segundo sistema o estilo musical espartano, cuya influencia
se hizo presente en la disposición de lo que cantaban los coros en los grandes festivales dóricos.

### En Esparta
Según la tradición, recibió una invitación de Esparta, cumpliendo un oráculo, y se trasladó a esta ciudad donde, por el carácter sagrado de sus peanes y la influencia humanizadora de su música, logró apaciguar la ira de Apolo, quién había enviado a los espartanos una peste. También logró reconciliar a sus ciudadanos, enemistados entre sí. 
Casi todas las narraciones señalan que Tales fue invitado por Licurgo, quien aparentemente utilizó su influencia musical para preparar las mentes del pueblo para sus propias leyes. Incluso algunos consideran a Tales de Creta como un precursor de la legislación de Licurgo.
En Esparta impulsó un nuevo estilo o escuela de música (katastasis), de la cual emergieron músicos que continuaron sus enseñanzas, como Jenodamo de Citera, Jenócrito de Locros, Polimnesto de Colofón, y Sácadas de Argos.
Pausanias y Plutarco refieren que Tales compuso varias piezas, para eventos sociales y fesitividades dedicadas a los dioses, como las Gimnopedias de Lacedemonia, las Apodeixeis en Arcadia, Endymatia en Argos, música para las danzas pírricas, himnos para dioses como Apolo, Cibeles, los Curetes, entre otros.  
Plutarco también hace mención que Tales fusionó los ritmos marón y el pie crético con la música de Frigia, innovó en variaciones de ritmos y escalas. Sus adelantos influyeron en muchos músicos, como el flautista frigio Olimpo, y tantos otros en los siglos venideros, los cuales propagaron las enseñanzas de Tales de Creta, y posteriormente dieron forma a la compleja armonización de la música de la Antigua Grecia